# Kylie (албум)
Kylie је први албум аустралијске певачице Кајли Миног, објавио 4. јула 1988. Албум је продуцирао Сток, Ајткен и Вотерман, који је такође написао девет од десет песама на албуму.

## Продаје
први дебитовао на броју два у јулу 1988. Међутим, у свом седмом недеље, албум је достигао прво место, борави тамо четири узастопне недеље, и две недеље у новембру 1988. Албум је сертификован шест пута платинасти у раној 1989 и продао 1,8 милиона примерака у 1988, постао најпродаванији албум те године. Kylie је била прва албум женског соло певачу да прелази продају два милиона примерака у Великој Британији.
Албум је достигао број два у Аустралији три недеље и остао у топ-листама за укупно двадесет осам недеља. Албум је потом потврђени двоструки платинасти у Аустралији продају тамо преко 140.000 примерака. Албум је био најдужи и једини албум Миног на првом месту у Новом Зеланду. Албум је дебитовао на броју десет, а затим достигао прво место за шест недеља. Албум тада боравио у топ-листама за укупно педесет и три недеље.
Албум је достигао Топ 10 у Немачкој, Норвешкој и Швајцарској, и продао више од 143.600 примерака у Шведској. У САД албум достигао број 53 на Билборд 200. Године 1989, албум је сертификован злато у САД продају преко 500.000 примерака и платине у Канади.

## Синглови
Први сингл "Locomotion" провео седам недеља на првом месту у Аустралији и била највећи продајни сингл у земљи за 1980е. Међутим, сингле је био једини аустралијски испуштање и није био део њеног пројекта деби албума до поновног забележена за пуштање у 1988.
"I Should Be So Lucky" је први сингл са албума и садржану стиховима пишу Мајк Сток. Песма достигла прво место у оба Великој Британији и Аустралији. "Got to Be Certain", други сингл, достигла прво место у Аустралији, и била умерено успешан у другим деловима света, достигавши број два у Великој Британији за три недеље и Топ 10 у Немачкој и Швајцарској. Миног поново снимио "Locomotion" у априлу 1988, а под насловом песме "The Loco-Motion". Песма је објављена као трећи сингл на албуму је и постао највећи улазак у Великој Британији. Песма достигла прво место у Канади и број три на Билборд хот 100. "Je Ne Sais Pas Pourquoi" је четврти сингл и достигао број два у Великој Британији. "It's No Secret" је објављена као пети сингл на албуму у Аустралији, Новом Зеланду, Канади, Северној Америци и Јапану, где је био четврти сингл. "Turn It into Love" је ексклузивно објавио у Јапану као пети сингл и провео десет недеља на првом месту.

## Списак песама
Све песме су написали, продуцирали и аранжирали Мајк Сток, Мет Ејткен и Пит Вотермен, осим тамо где је наведено.
| №   | Назив | Аутор(и)               | Трајање |  |
| 1.  |       |                        | 3.24    |  |
| 2.  |       | Џери Гофин, Керол Кинг | 3.14    |  |
| 3.  |       |                        | 4.01    |  |
| 4.  |       |                        | 3.58    |  |
| 5.  |       |                        | 3.18    |  |
| 6.  |       |                        | 3.37    |  |
| 7.  |       |                        | 3.14    |  |
| 8.  |       |                        | 3.52    |  |
| 9.  |       |                        | 3.36    |  |
| 10. |       |                        | 3.10    |  |

## Топ љествице
| Држава              | Највиша позиција |
| ------------------- | ---------------- |
| Аустралија ()       | 2                |
| Аустрија ()         | 15               |
| Јапан ()            | 30               |
| Канада ()           | 19               |
| Немачка ()          | 8                |
| Низоземска ()       | 42               |
| Нови Зеланд ()      | 1                |
| Норвешка ()         | 10               |
| Финска ()           | 4                |
| Француска ()        | 19               |
| Швајцарска ()       | 7                |
| Шведска ()          | 22               |
| Шпанија ()          | 45               |
| Велика Британија () | 1                |
| САД (Билборд 200)   | 53               |

## Сертификације
| Држава              | Сертификација |
| ------------------- | ------------- |
| Аустралија ()       | 4× Платинаст  |
| Француска ()        | Платинаст     |
| Финска ()           | Златан        |
| Немачка ()          | Златан        |
| Нови Зеланд ()      | Платинаст     |
| Хонг Конг ()        | Платинаст     |
| Швајцарска ()       | Платинаст     |
| Велика Британија () | 6× Платинаст  |
| САД ()              | Златан        |